# تمرد ساو باولو عام 1924
تمرد ساو باولو عام 1924 (ويسمى أيضًا ثورة 1924، وحركة 1924، وتمرد 1924) كان صراعًا برازيليًا يحمل خصائص الحرب الأهلية، أثاره متمردو عقيدة التنتيزم (الملازمية) للإطاحة بحكومة الرئيس أرتر برنارديس. وبدأ التمرد أولًا في مدينة ساو باولو في 5 يوليو، ثم توسع إلى داخل الدولة وألهم انتفاضات أخرى. وانتهى القتال في المناطق الحضرية بانتصار الموالين في 28 يوليو. وأدى انسحاب المتمردين إلى إطالة أمد التمرد مع حملة بارانا حتى سبتمبر.
تألفت نواة التآمر التي أطلقت الثورة من ضباط الجيش، وقدامى المحاربين في ثورة حصن كوباكابانا في عام 1922، الذين انضم إليهم عسكريون من القوة العامة في ساو باولو، وعسكريون ومدنيون من ذوي الرتب المنخفضة، وجميعهم أعداء النظام السياسي في جمهورية البرازيل القديمة. واختاروا الجنرال المتقاعد إيزيدورو دياز لوبيز قائدًا لهم وخططوا لثورة ذات أبعاد وطنية، تبدأ باحتلال ساو باولو في غضون ساعات قليلة، وقطع أحد أذرع الأوليغارشية التي هيمنت على البلاد في سياسة «القهوة مع الحليب». لكن الخطة انهارت، وكان عدد المؤيدين أقل مما كان متوقعًا وقاوم الموالون في وسط المدينة حتى 8 يوليو، عندما انسحب الحاكم كارلوس دي كامبوس إلى محطة سكة حديد غواياونا على مشارف المدينة. وركزت الحكومة الاتحادية الكثير من القوة النارية للبلاد في المدينة، مع ميزة تفوق عددي قدرها خمسة إلى واحد، وبدأت بإعادة احتلالها من أحياء الطبقة العاملة إلى الشرق والجنوب من وسط المدينة، تحت قيادة الجنرال إدواردو سوكراتيس.
أصيبت ساو باولو، أكبر منطقة صناعية في البلاد، بشلل في مصانعها بسبب القتال، وهو أعنف قتال على الإطلاق داخل مدينة برازيلية. وكان هناك نقص في الغذاء، وفي ظل فراغ السلطة بدأ نهب المتاجر. وشنت الحكومة الاتحادية قصفًا مدفعيًا عشوائيًا على المدينة، ما ألحق أضرارًا جسيمة بالمنازل والصناعات والسكان. وشكل المدنيون غالبية القتلى وأصبح ثلث سكان المدينة لاجئين. بذلت النخبة الاقتصادية في ساو باولو، بقيادة خوسيه كارلوس دي ماسيدو سواريز رئيس الجمعية التجارية، قصارى جهدها للحفاظ على ممتلكاتهم والنظام في المدينة. وخوفًا من ثورة اجتماعية أثرت النخب على قادة الثورة ليفصلوا أنفسهم عن الحركات العمالية، مثل اللاسلطويين الذين عرضوا دعمهم للمتمردين؛ كما حاول ماسيدو سواريز وآخرون التوسط لوقف إطلاق النار دون جدوى.
مع عدم وجود احتمال للنجاح في المعركة، كان لا يزال لدى المتمردين طريق للهروب إلى أراضيهم المحتلة من كامبيناس حتى باورو، لكن الطريق كان على وشك أن يُقطع بسبب انتصارات الموالين في محور سوروكابا. ونجا الجيش الثوري من الحصار الوشيك وانتقل إلى ضفاف نهر بارانا. وبعد غزو فاشل لجنوب ماتو غروسو (معركة تريس لاغواس)، تحصنوا في غرب بارانا، حيث انضموا إلى المتمردين من ريو غراندي دو سول لتشكيل رتل ميغيل كوستا بريستس. وأعادت الحكومة الاتحادية فرض قانون الطوارئ وكثفت القمع السياسي، مما أنذر بالأساليب التي استخدمتها فيما بعد إستادو نوفو (الدولة الجديدة) والدكتاتورية العسكرية؛ وفي ساو باولو جرى تأسيس إدارة النظام السياسي والاجتماعي (Deops). على الرغم من حجم القتال والدمار الذي سببته والعواقب السياسية، حصلت الانتفاضة على لقب «الثورة المنسية» ولم يكن لها احتفالات عامة تعادل تلك التي أقيمت للثورة الدستورية عام 1932.

## الخلفية

### قضية الملازمية
التنت أو الملازمون وكبار الضباط في الجيش البرازيلي، هم المحاربون القدامى الذين شاركوا في ثورة حصن كوباكابانا عام 1922، وكانوا النواة الأولية للثورات اللاحقة، بما في ذلك ثورة ساو باولو عام 1924. واستمرت مشاركة نفس الأفراد من ثورة إلى أخرى، على الرغم من المؤيدين الجدد والأجندات الجديدة في ثورة 1924. وشمل التمرد أيضًا الرتب الدنيا في الجيش، وأفرادًا عسكريين من القوة العامة في ساو باولو ومدنيين. ويتناول التأريخ الملازمين كممثلين لقطاعات معينة من المجتمع (الأوليغارشية المنشقة، والطبقات الوسطى) وأيضا كنتيجة للديناميكيات الداخلية للجيش. وكان الملازمون أكثر اهتمامًا بالشرف العسكري في عام 1922، وبعد عامين كان الملازمون قد طوروا بالفعل رؤية سياسية تتجاوز القضايا المؤسسية.
يجري تحديد هؤلاء المتمردين أو الثوريين بسهولة أكبر من خلال ما كانوا ضده مقارنة بما كانوا يؤيدونه. وقد أرادت ثورة 1922 منع أرتر برنارديس من تولي منصب رئيس البرازيل؛ وعندما فشلت في ذلك، كان لثورة عام 1924 هدف إخراجه من منصبه. ولم تكن القضية تتعلق بالرئيس نفسه، بل بما يمثله: هيمنة القلة الزراعية في ساو باولو وميناس جرايس على السياسة البرازيلية (سياسة «القهوة مع الحليب»)، وقوة الحكومات المحلية، والمحسوبية والتزوير الانتخابي والفساد والمحسوبية في الشؤون العامة، التي كانت خصائص السياسة في الجمهورية القديمة.
لقد كانوا غاضبين مما أسموه «روح الانتقام» لدى أرتر برنارديس، الذي اضطهد أعضاء حزب رد الفعل الجمهوري، وهو التحالف الذي واجهه في انتخابات عام 1922. وأخضع الرئيس ريو دي جانيرو وباهيا للتدخل الفيدرالي، وفي ريو غراندي دو سول منع إعادة انتخاب بورخيس دي ميديروس كجزء من ميثاق بيدراس ألتاس الذي أنهى ثورة 1923. وكان لدى الحكومة نزعة استبدادية، حيث بدأت الدولة في ظل قانون الطوارئ وجددته حتى ديسمبر من عام 1923. وتعرض متمردو 1922 لمحاكمة صارمة وتعسفية.
على عكس ما حدث قبل عامين حرص متمردو عام 1924 على كشف بعض المقترحات للنظام الجديد في البيانات والنشرات. وكان طموحهم هو «الجمهورية التي لم تكن موجودة»، والعودة إلى المثل الأعلى الذي كان من الممكن أن يوجد في إعلان الجمهورية البرازيلية. وللقيام بذلك كان عليهم كسر هيمنة الأوليغارشية على الناخبين. ودعا البيان الثالث الذي نُشر خلال الثورة إلى إصلاح السلطة القضائية، ومنحها الاستقلال عن السلطة التنفيذية؛ والتعليم العام؛ والاقتراع السري مع اقتراع التعداد. وكان الهدف هو القضاء على الأمية، ولكن رغم أن ذلك لم يكن ممكنًا، فإن التصويت سيقتصر على الأشخاص الأكثر استنارة.
وقد جرى تطوير هذه الفكرة بشكل أكبر في مسودة غير منشورة، تقترح «ديكتاتورية» حتى يصبح 60% من السكان يعرفون القراءة والكتابة، وبعد ذلك يجري عقد الجمعية التأسيسية. ولا تمثل هذه الوثيقة بالضرورة الرأي العام للمتمردين، ولكنها توضح تأثير بعض المفكرين السلطويين في تلك الفترة، مثل أوليفيرا فيانا، الذين يعتبرون أن الدولة القوية ضرورية لإعداد السكان لليبرالية. وفكر المتآمرون الآخرون في النقابوية. وكانت هناك مجموعة متنوعة من الإصلاحات في الاعتبار، لكنها لم تشكل مشروعًا متماسكًا. ولم يكن لدى جميع المشاركين دوافع أيديولوجية؛ بالنسبة للبعض كان المهم هو التزاماتهم الشخصية أو مطالبهم الاقتصادية أو عدم الرضا عن حياتهم العسكرية.